# (7009) Hume
(7009) Hume est un astéroïde de la ceinture principale.

## Description
(7009) Hume est un astéroïde de la ceinture principale. Il fut découvert le 21 août 1987 à La Silla par Eric Walter Elst. Il fut nommé en honneur de David Hume. Il présente une orbite caractérisée par un demi-grand axe de 2,24 UA, une excentricité de 0,18 et une inclinaison de 0,8° par rapport à l'écliptique.

## Compléments